# Pârvulești, Bacău
Pârvulești este un sat în comuna Mănăstirea Cașin din județul Bacău, Moldova, România.